# Toncho Pilatos (álbum)
Toncho Pilatos fue el primer LP del grupo mexicano del mismo nombre, su rara mezcla de rock , blues y música autóctona mexicana crean una armonía musical única

## Portada del LP
La portada muestra a los cinco integrantes vestidos con túnicas similares a las que usó Jesús (haciendo alusión a Pilatos) sobre un cerro.

## Lista de canciones
- Lado A:

1. Espera (Wait) (A. Guerrero) 1:54
2. Kukulkán(A. Guerrero) 3:09
3. Drunk Again (Borracho) (A. Guerrero) 3:13
4. Blind Man (Hombre Ciego) (A. Guerrero) 4:18

- Lado B:

1. Dejenla en paz (Let Her Be) (A. Guerrero) 3:25
2. Tommy Lyz (A. Guerrero) 3:47
3. La última danza (The last dance) (A. Guerrero) 14:39
4. Dulce Monserrat (Sweet Monserrat) (A. Guerrero) 1:01

## Miembros
Alfonso Toncho Guerrero: Voz, armónica, flauta, violín y guitarra
Rigoberto Rigo Guerrero: Guitarra
Miguel El Pastel Robledo: Bajo
Raúl El Güero Briseño: Batería
Alberto Beto López: Teclados
- Datos: Q2841422